# Allmänningsån
Allmänningsån este o arie protejată (arie specială de conservare — SAC, sit de importanță comunitară — SCI) din Suedia întinsă pe o suprafață de 12 ha, integral pe uscat.

## Localizare
Centrul sitului Allmänningsån este situat la coordonatele 57°38′53″N 14°54′53″E / 57.648°N 14.9146°E.

## Înființare
Situl Allmänningsån a fost declarat sit de importanță comunitară în ianuarie 2002 pentru a proteja 1 specie de animale. Situl a fost protejat și ca arie specială de conservare în martie 2011.

## Biodiversitate
Situată în ecoregiunea boreală, aria protejată conține 5 habitate naturale: Cursuri de apă de la nivel de câmpie la nivel montan, cu vegetație Ranunculion fluitantis și Callitricho-Batrachion, Taiga vestică, Mlaștini împădurite, Păduri caducifoliate de mlaștină fino-scandinave, Mlaștini turboase de tranziție și turbării mișcătoare.
La baza desemnării sitului se află o specie protejată de  mamifere: vidră de râu (Lutra lutra).